# 五十嵐伊織
五十嵐 伊織（いがらし いおり、生没年不詳）は、元会津藩士。新選組隊士。

## 生涯
慶応4年8月22日の母成峠の戦いに敗れた後、箱館戦争期には青山次郎に厄介となる。
裁判役付属も一時期務めたが、明治2年12日、弁天台場にて負傷し、降伏。
豊津藩に送られ、翌年2年4月に函館の天弁台場で降伏した。